# Погорелов, Василий Порфирьевич
Васи́лий Порфи́рьевич Погоре́лов (1919—1943) — советский военный лётчик, воздушный разведчик 72-го отдельного авиационного дальне-разведывательного полка. Участник Великой Отечественной войны, капитан. Герой Советского Союза (1942).

## Биография
Родился 18 августа 1919 года в селе Новоспасовка.
В 1930 году семья переехала в город Красный Луч Луганской области. Работал шахтёром.
Окончил Ворошиловградскую школу пилотов.
На фронте Великой Отечественной войны с июня 1941 года в составе 72-го отдельного авиационного дальне-разведывательного полка. Воевал на самолёте «Пе-2Р». С сентября 1941 года сражался на Северо-Западном фронте. Член ВКП(б) с 1941 года.
За 33 успешных боевых вылета на разведку в ноябре 1941 года Василий Погорелов был награждён орденом Ленина. Успешно выполнил 119 боевых вылетов.
Указом Президиума Верховного Совета СССР «О присвоении звания Героя Советского Союза начальствующему составу Красной Армии» от 21 июля 1942 года за «образцовое выполнение боевых заданий командования на фронте борьбы с немецкими захватчиками и проявленные при этом отвагу и геройство» удостоен звания Героя Советского Союза с вручением ордена Ленина и медали «Золотая Звезда».
10 марта 1943 года во время 241-го вылета на разведку в район Дно—Сольцы—Шимск—Новгород—Старая Русса его самолёт был атакован вражескими истребителями. Лётчик погиб.
Первоначально был похоронен в посёлке Выползово Парфинского района Новгородской области, где на его могиле установили обелиск. Позднее его прах был перенесён на братское кладбище районного центра Парфино.

## Память
- В городе Красный Луч в парковой зоне Дворца культуры имени Ленина установлен памятник Василию Погорелову (авторы — Н. Н. Щербаков и Н. В. Можаев)[7].
- Средняя школа № 8 поселка городского типа Миусинск Луганской области носит имя Героя Советского Союза Василия Порфирьевича Погорелова.

## Награды
- Медаль «Золотая Звезда» Героя Советского Союза (21.07.1942);
- два ордена Ленина (27.11.1941, 21.07.1942);
- орден Отечественной войны 1-й степени (20.03.1943).